# Christina Sergejewna Mazokina
Christina Sergejewna Mazokina (russisch Христина Сергеевна Мацокина; * 19. August 1998 in Magadan) ist eine russische Skilangläuferin.

## Werdegang
Mazokina startete im November 2014 in Werschina Tjoi erstmals im Eastern-Europe-Cup und belegte dabei die Plätze 105 und 74 im Sprint und den 117. Platz über 5 km Freistil. Bei den Nordischen Junioren-Skiweltmeisterschaften 2018 in Goms gewann sie die Silbermedaille mit der Staffel. Zudem errang sie dort den 18. Platz über 5 km klassisch und den 12. Platz im Sprint. In der Saison 2018/19 erreichte sie mit vier Top-Zehn-Platzierungen, darunter Platz zwei im Sprint in Syktywkar, den siebten Platz in der Gesamtwertung des Eastern-Europe-Cups. Im Januar 2019 startete sie in Dresden erstmals im Weltcup und belegte dabei den 31. Platz im Sprint und den 12. Rang im Teamsprint. Im selben Monat errang sie bei den U23-Weltmeisterschaften in Lahti den 31. Platz im Sprint. Bei der Winter-Universiade 2019 in Krasnojarsk gewann sie die Silbermedaille im Sprint und zusammen mit Alexander Terentjew die Goldmedaille im Teamsprint. Nach Platz drei im Sprint beim Eastern-Europe-Cup in Schtschutschinsk zu Beginn der Saison 2019/20, errang sie in Werschina Tjoi den zweiten Platz im Sprint und gewann dort im Sprint ihr erstes Rennen im Eastern-Europe-Cup. Sie belegte damit den dritten Platz in der Gesamtwertung des Eastern-Europe-Cups. Im Dezember 2019 holte sie in Planica mit dem 18. Platz im Sprint ihre ersten Weltcuppunkte. Bei den U23-Weltmeisterschaften 2020 in Oberwiesenthal gewann sie die Silbermedaille mit der Staffel. Zudem wurde sie dort Siebte im Sprint und Fünfte über 10 km klassisch.
Nach Platz 42 beim Ruka Triple zu Beginn der Saison 2020/21, belegte Mazokina den 28. Platz bei der Tour de Ski 2021 und holte bei den U23-Weltmeisterschaften 2021 in Vuokatti die Silbermedaille im Sprint. Beim Saisonhöhepunkt, den Nordischen Skiweltmeisterschaften 2021 in Oberstdorf, lief sie auf den 16. Platz im Sprint. In der folgenden Saison errang sie bei der Tour de Ski 2021/22 den 40. Platz und bei den Olympischen Winterspielen 2022 in Peking den 45. Platz im Sprint.

## Siege bei Continental-Cup-Rennen
| Nr. | Datum            | Ort            | Disziplin       | Serie              |
| --- | ---------------- | -------------- | --------------- | ------------------ |
| 1.  | 2. Dezember 2019 | Werschina Tjoi | Sprint Freistil | Eastern Europe Cup |

## Teilnahmen an Weltmeisterschaften und Olympischen Winterspielen

### Olympische Spiele
- 2022 Peking: 45. Platz Sprint Freistil

### Nordische Skiweltmeisterschaften
- 2021 Oberstdorf: 16. Platz Sprint klassisch